# フルーツサンド
フルーツサンドとは、果物をクリームとパンではさんだサンドイッチの一種である。日本発祥であると言われている。

## 定義
フルーツサンドは、果物をクリームとパンではさんだサンドイッチの一種であり、三角形のものと四角形のものが存在する。三角形のフルーツサンドは「食べやすい」「カットされたフルーツの美しさがわかる」と評される一方、四角形のフルーツサンドは「個性がある」「高級感があり贈答用にもなる」などと評されている（ただし後者についても「食べやすい」という評価は存在する）。他にも台形のフルーツサンドや、ホットドッグ型のフルーツサンドもある。
フルーツサンドをスイーツと捉えるか、サンドイッチと捉えるかについては、長井香奈枝が「ケーキでもなく、いつものサンドイッチとも一味違う」と述べているほか、松任谷正隆も「僕、フルーツサンド大好き。でも、サンドイッチなのかケーキなのか、どう見るか悩みました」と語っている。また、2021年7月号の『ELLE JAPON』は「一大ブームになっているフルーツサンドとマリトッツォは、まさにスイーツとパンのいいとこどり！」と記している一方、下里康子はフルーツサンドは「デザート感100%のサンドイッチ」であると評している。

## 材料

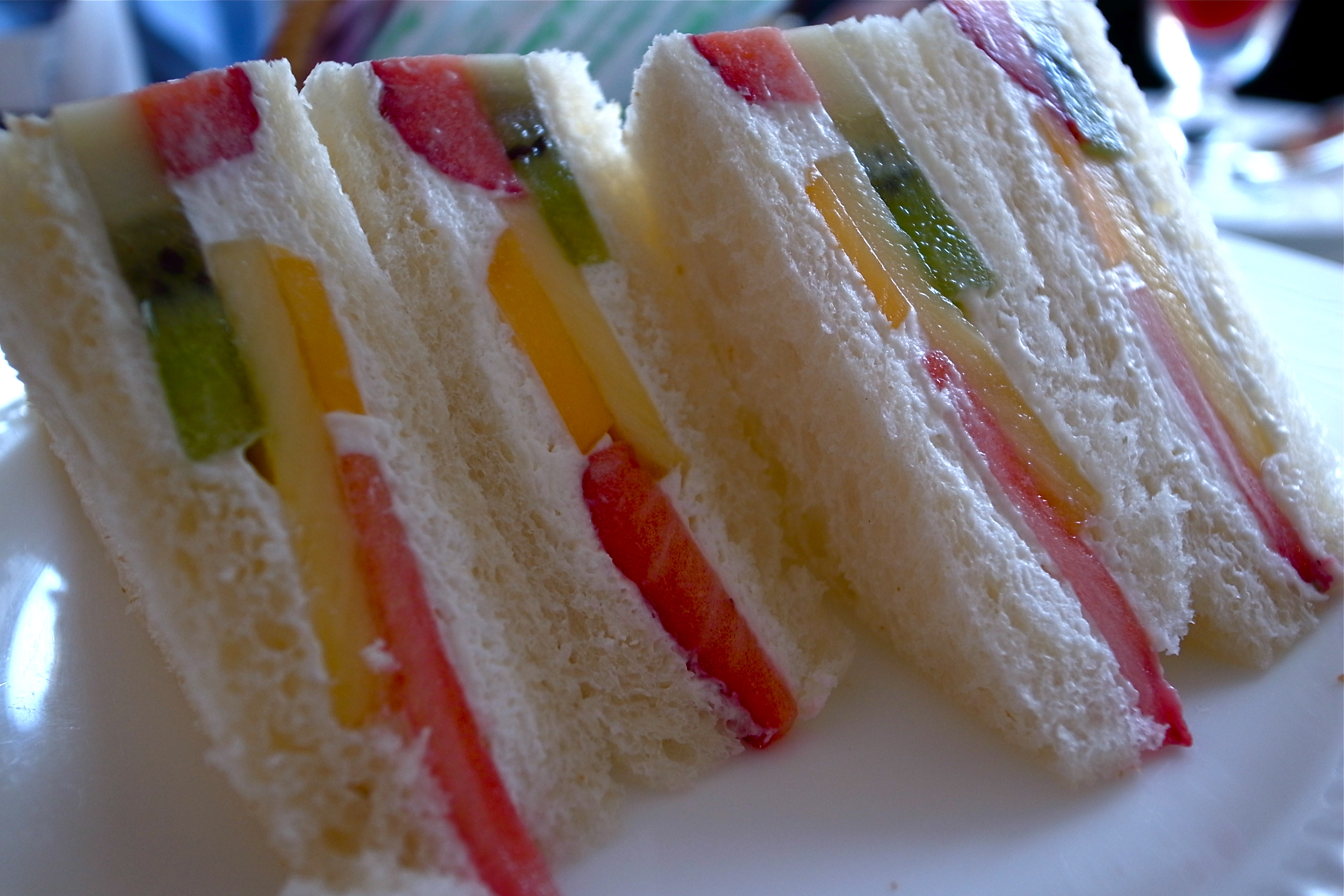
フルーツサンド (2012年)

フルーツサンドはパン、クリーム、フルーツから構成されるが、パンの厚さ、クリームの甘さ、フルーツの切り方などの違いで、全く異なる味わいになるとされる。

### パン
フルーツサンドには主に食パンが用いられる。フルーツサンドに用いる食パンの厚さについて、下里康子は8〜10枚切りが主流であると述べているが、穂村弘は「フルーツの酸味や甘味、みずみずしさを目一杯感じるために、食パンは存在感を出してはいけない。あくまでも、優しく包み込むクッションのような役割なのだ。よってサンドイッチ用の10〜12枚切りの、できれば当日焼き上がった柔らかいものがベスト！」と述べている。また、「フルーツパーラーゴトー」も、具が馴染みやすいようパンを薄くスライスしている。
「赤トンボ」や「千疋屋総本店」のようにフルーツサンド専用のパンを用意する店もあり、「THE Tokyo Fruits」は通常よりも細長いパンを特注しているほか、「フツウニフルウツ」はフルーツを難なくサンドできるほど弾力性の強いパンを特注している。なお、レーズンパン、ベーグル、クロワッサン、コッペパン、ガトーショコラ、カステラを、バウムクーヘンなど、食パン以外のパンを用いてフルーツサンドを作る店舗もある。

### クリーム
フルーツサンドには、バタークリームや生クリームが用いられる。クリームには、マスカルポーネチーズやカスタード、きび砂糖やラム酒がブレンドされることもあるが、その一方で、クリームを使用しないフルーツサンドも存在する。また、クリームとともにヨーグルトやこしあん、練乳や蜂蜜、マヨネーズやプリン、チョコレートが用いられることもある。
フルーツサンドには硬めのクリームが用いられる。「ホットケーキパーラー Fru-Full」は、クリームを適度に硬くしてパンとの相性を良くするために、完成したフルーツサンドを1時間ほど冷蔵庫で寝かせているほか、「フルーツパーラーシシド」も、果物の間にきちんと入り込むよう、硬めのクリームを用いている。また、穂村弘はフルーツサンドのクリームについて「フルーツと食パンの繋ぎ役であるクリームは、主張しすぎると、バランスが悪くなる。こちらもデリケートなフルーツを、果汁ごと包み込むためのクッションだから硬めに泡立てて、甘さは控えめに。ちょっと味が薄いかな、と思うくらいが、おいしさの秘訣なのだ」と述べている。
なお、使用するフルーツごとにクリームの種類を変える店もある。「ダイワ」や「ベルガモット」はフルーツの状態・酸味・糖度に応じてクリームを調整しているほか、「フルーツパーラー サンフルール」店主の平野泰三は「クリームと果実の糖度を合わせ味が喧嘩しないように」していると述べている。また、「果実園リーベル」新宿店シェフの竹田は、水分がパンにうつらないよう、ホイップクリームは混ぜすぎないことが重要だと指摘している。なお、季節に応じてクリームの配合を変える店や、生クリームの代わりに豆乳クリームを用いる店もある。

### フルーツ

#### フルーツサンドに用いられるフルーツ
フルーツサンドに用いられるフルーツは様々であり、りんご、バナナ、パイナップル、みかん、パパイヤ、マスクメロン、マンゴー、グレープフルーツ、マスカット、黄桃、ブルーベリー、いちご、スイカ、白桃、ピオーネ、柿、サクランボ、ドラゴンフルーツ、いちじく、キウイフルーツ、ザボン（ブンタン）などがあげられる。フルーツ以外にも栗の甘露煮、アーモンド、くるみ、ピスタチオ、ウメなどが用いられることもあり、さらにはイチゴジャムやマーマレードが用いられることもある。フルーツサンドに使用されるフルーツの数については、1つのフルーツしか使わないものがある一方で、6種類のフルーツを使用するものもある。また、季節に応じて用いるフルーツを変える店もある。
「横浜水信」パティシエの柘植は、フルーツサンドで用いるフルーツで重要なのは「熟れ具合」と指摘しているほか、渋谷西村フルーツパーラー料理長の阿部昇は「水気の多いものや、シロップ漬けなどは不向き」と述べている。フルーツの水気について、阿部は「果物の水分が味に影響しないよう、よく切れるペティナイフを用いて切り口をきれいにする必要がある」と指摘しているほか、雑誌『レタスクラブ』や『日経ウーマン』に掲載されたフルーツサンドのレシピでは、ペーパータオルでフルーツを拭いて水気をとることが推奨されている。

#### フルーツのカットの仕方
「プチモンド」や「フルーツパーラー サンフルール」のように、子どもや高齢者も食べやすいよう小さくフルーツをカットする店がある一方、「市川屋珈琲」のように「果物がごろりと入っている」ことを志向する店もある。
「タカノフルーツパーラー」のフルーツクチュリエである森山登美男は「果実は、スライスするのではなく、ごろっとした形にするのがポイント。これが果肉の存在感がいちばん増すやり方」と述べているほか、「フルーツシシド」も「大きすぎるくらい大きめに」フルーツをカットしているという。一方、酒井順子、佐藤可士和はフルーツが小さくカットされている「横浜水信」のフルーツサンドを称賛しており、酒井は「たいてい、フルーツがドンと入ってますという断面ですが、フルーツを小さく切ってちりばめている感じできれい。細かいから、違う種類のフルーツを一緒に食べられる。フルーツサンドの醍醐味ですね」と語っている。
フルーツのカット方法について、パンの研究所「パンラボ」を主催する池田浩明は「カットの仕方で楽しみ方が変わりますね」と指摘しており、薄切りのフルーツが重層的にサンドされている千疋屋総本店や銀座千疋屋のフルーツサンドは「2〜3種類が同時に口に入った時の組み合わせの妙がある」一方、つるばみ舎などのフルーツサンドは「それぞれのフルーツのおいしさを、食べる箇所によっていろいろ楽しめる」と評している。

## 歴史

### フルーツパーラーでの誕生
フルーツサンドは、日本発祥であると言われている。
昭和の終わり頃まで、日本において果物は土産物として人気が高かったため、日本の駅前商店街には必ずと言っていいほど果物店が存在していた。大正から昭和にかけてこれらの店は、売り物の果物を用いたケーキやジュースを提供する喫茶店「フルーツパーラー」を併設するようになり、フルーツサンドはそのメニューの一つとして提供された。その結果、フルーツサンドは老舗フルーツパーラーの定番商品となった。
例えば、新宿高野は1926年にフルーツパーラーを開店したが、開店時からフルーツサンドはメニューにあったという。また、銀座千疋屋は昭和初期からフルーツサンドを発売していて、ロングセラーとして親しまれている。その後もイマノフルーツファクトリーが1962年からフルーツサンドを提供し始めたり、千疋屋総本店が昭和40年代からフルーツサンドを提供し始めたりした。ほかにも、明治元年創業の「ヤオイソ」が、京都でフルーツサンドを始めたと言われている。

### 1980年代 - 1990年代の普及

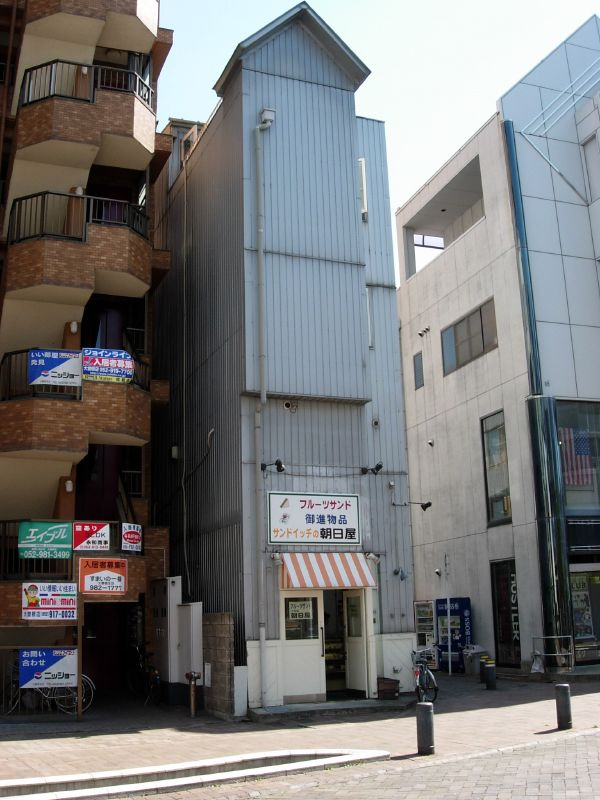
名古屋・大曽根の商店街「OZモール」にあるサンドイッチ店「朝日屋」の店舗兼工場。看板に「フルーツサンド」の文字が見える。

サンドイッチ専門店の中にも、フルーツサンドを名物とする店があり、愛知県名古屋市北区大曽根の商店街「OZモール」にあるサンドイッチ専門店「朝日屋」（合資会社朝日屋が運営）では、1980年代頃からフルーツサンドを製造販売している。
また、サンドイッチハウス メルヘン社長の原田純子は、2021年のインタビューで、30年以上前（1980年代後半 - 1990年代初頭）に「従来なかった生クリームと季節のフルーツをたっぷり使用したケーキのようなサンドイッチを立案」し「生クリームサンドイッチの草分け」になった、と述べている。

### 2010年代の流行

#### 「萌え断」への注目
2010年代中盤から、おにぎらずや具材に凝った飾り巻き寿司が、「萌え断」と呼ばれる断面の美しさからブームとなり、その一環として具沢山のサンドイッチが注目されるようになった。断面の魅力を打ち出した具沢山のサンドイッチには、ゆで卵やトマトを丸ごと挟んだ「わんぱくサンド」や、岩手県の陶芸家である大沼道行による、大量のキャベツを挟んだ「沼夫サンド（ヌマサン）」などがあるが、特にフルーツサンドは人気が高かった。ホイチョイ・プロダクションズは他のサンドイッチとフルーツサンドを比較して「同じサンドでも、まっ白な生クリームの中に果物の鮮やかなビタミンカラーが浮かび上がるフルーツサンドの断面は、格別の美しさと言えます」と評している。
フルーツサンドはそのフォトジェニックな断面ゆえに人気となり、2010年代に厚さを増した。その結果、『INITIAL』のフルーツサンドのように、断面が花柄になるようなフルーツサンドが登場したり、『関西ウォーカー』が「分厚くないとフルーツサンドじゃない！」という記事を書いたりした。
他にも、2016年には『BRUTUS』がフルーツサンドについて「コンビニデビューが相次ぎ、年々注目度が高まっている」と書いているほか、料理雑誌『レタスクラブ』も同年「最近、喫茶店やフルーツパーラーのメニューが人気を集めて話題に。その流れでフルーツサンドの人気も再燃！」と記している。
ホイチョイ・プロダクションズは2020年に「最近、SNSでフルーツサンドの写真をよく見かけますね。考えてみれば、去年の秋くらいから、芸能人がテレビで『差し入れにはフルーツサンドを持っていく』と話していたのを、よく聞いた気がします。大流行と言って間違いないでしょう」と指摘しているほか、2021年には日本スイーツ協会認定コンシェルジュのはなともが「色とりどりの果物を具材にしたフルーツサンドはカットした断面のインパクトから『萌え断』として、いま若い女性たちを中心に大人気。2021年、大注目のスイーツです」と述べている。また、2021年には「イマノフルーツファクトリー」の3代目店主が「フルーツサンドブームで、全国のフルーツの消費も増えている」と指摘している。

#### フルーツサンドを扱う店の増加
ブームを受けて、駅前の果物屋以外の店もフルーツサンドを取り扱うようになった。パン屋、八百屋、パフェ屋、カフェ、ケーキショップも参入したほか、大型商業施設にフルーツパーラーが出店するようにもなった。
また、コロナ禍により客足が遠のいた企業がフルーツサンドに参入する事例もあり、新たな顧客層を獲得するためフルーツサンドを提供し始めた居酒屋もあった。他にも神姫バスが、コロナ禍で乗客減少したバス路線に新たな収益をもたらすため、乗客と荷物を一緒に運ぶ貨客混載を始め、西脇市のフルーツサンドを神戸市まで運び、到着後に販売していた。
ライターの池田浩明と、クレープ専門店を営む掛川哲司は、昭和初期からフルーツサンドを出している老舗店を引き合いに出しつつ「新しめの店は、王道の味を追求するか、新しさを提示するかに分かれる」「シンプルなのに、安易に参入できない特別感がある」と述べている。
また、ホイチョイ・プロダクションズは2020年に「色鮮やかなフルーツサンドは店頭のガラスケースに飾っただけで客寄せになり、また、冬はイチゴやみかん、夏はマンゴーやパパイアと、季節によって中身を変えられるのでリピーターも生みやすく、その専門店は誰もが参入したい業態ですが、『萌え断』になるようにカットするには技術が必要なうえ、果物の価格も安定していないので、タピオカのように一気に店を増やすことは、ほぼ不可能。今のブームも、数少ない専門店に行列ができている、というのが実情のようです」と述べている。
なお、はなともは「萌え断」ブームの火付け役は愛知県の「ダイワスーパー」であると指摘している。ダイワスーパーは東京都目黒区中目黒にも系列店を構えた。

#### フルーツサンドの変遷
2021年に出版された『フルーツサンド本』は、フルーツサンドの変遷について「ひと昔前までは、高級フルーツパーラーでしか食べられない特別な日のスイーツといったイメージがありましたが、ここ数年でカジュアルなカフェやテイクアウトでも楽しめるようになり、ぐっと身近なものになったように感じます。フルーツサンドを扱うお店が増えるにつれ、アレンジも多様に。希少なフルーツを豪快に挟んで果物のおいしさにフォーカスしたものや、断面の美しさにこだわった『萌え断』系、パンに工夫を加えてボリューミーに仕上げたものなど、バラエティは実に豊か。もちろん老舗店のクラシカルなフルーツサンドの存在感も健在です」と記している。
また、ホイチョイ・プロダクションズも2020年の記事で「昔のフルーツサンドは、果物店が売れ残った商品を無駄にしないために出す、という面もあり、いろんな果物を混ぜて使うため、果物のカットが細かかったのですが、最近のフルーツサンドは、イチゴもキウイもみかんもまるごとゴロンと入っていて、豪快そのもの（わんぱくサンド以降、サンドイッチの常識が変わったおかげです）。そして、果物は品種改良が進んで甘くなり、クリームも進化したおかげで、昔より味が格段によくなっています」と指摘している。
実際に、プロレスラーの真壁刀義は2021年のインタビューで「俺らの時代のフルーツサンドは、中のフルーツが薄くて、パイナップルも缶詰の輪っかくらいがせいぜいだったよ。ところが、いまはフルーツが丸ごと入って、パンがいちばん薄い。『逆転』だよ。もう次元が違うし、値段も全然違う」と回想している。

## フルーツサンドを取り上げた作品
2007年には、フルーツサンドを作ることができる子ども向け玩具「いち・にっ・サンド!」が、バンダイから発売された。また、2021年にはテレビドラマ『ごほうびごはん』にフルーツサンドが「ごちそう」のひとつとして登場している。

## 評価

### 贈答品としての評価
フルーツサンドは手土産として喜ばれると言われている。『週刊新潮』は「GINZA FRUIT BOON by Utsuwa」のフルーツサンドについて「手土産でなく様々なシーンのギフトにも喜ばれている」と記しているほか、ホイチョイ・プロダクションズは「差し入れとして考えた場合、ケーキなら皿とフォークが必要ですし、果物ならその上に切ったり皮を剥いたりすることが必要ですが、フルーツサンドは片手でパクパク食べられるので、手間いらず」と紹介している。

### 軽食としての評価
フルーツサンドは、おやつにも軽食にもなりうると評されている。『フルーツサンド本』は「フルーツサンドはごはんのようなおやつで、おやつのようなごはん」と紹介しているほか、佐久間宣行は「フルーツサンドって、サンドイッチみたいに主食というか、『メシ』だと思い込むこともできるんで。だからスイーツを食べたあとにフルーツサンドを食べても罪悪感がない」と述べている。
また、雑誌『美ST』はフルーツサンドについて「真夏のビタミン・ミネラル補給」にも役立つと記しているほか、雑誌『レタスクラブ』は「お弁当にも◎」と記している。同様に、ホイチョイ・プロダクションズも2020年の記事にて「同じ生クリームを使ったスイーツでも、10年前に大流行したパンケーキに比べると、フルーツが豊富な分、健康的な感じで、食べても罪悪感がない点も買いです」と記しているほか、桜田慶郎も「軽めの食事代わりにもいけそう」と述べている。さらに、ローソンTOC大崎店の店長は、コンビニで販売されているフルーツサンドについて「昼食時に加え、午後のおやつとしての購入も多い」と述べている。

### 美しさについての評価
フルーツサンドは「アート」「伝統芸」「カラーストーンジュエリーのよう」などと評され、SNSでは「見るだけで元気が出る」「フォトジェニック」「フルーツの組み合わせが美しい」といった投稿がなされている。
こうしたフルーツサンドを作るには高い技術が必要で、タカノフルーツパーラーでは熟練の職人のみが作ることを許されている。また、料理研究家の若山曜子も「適当に挟んで切ったフルーツサンドと、きちんと甘みをつけてしっかりホイップしたクリームで果物を挟み、つぶれないよう丁寧にカットした美しいフルーツサンドでは、おいしさが大きく違います」と述べている。
一方、料理研究家の森崎繭香は、コツを掴めば不慣れな人でも綺麗にフルーツサンドを作ることができると述べており、「断面はフルーツの配置と切り方で決まります。基本は、カットする線に沿ってフルーツを置くこと。クリームがやわらかいと断面が崩れやすいので、少しかために仕上げるのもポイントです」と指摘している。